# Patagonotothen thompsoni
Patagonotothen thompsoni is een  straalvinnige vissensoort uit de familie van ijskabeljauwen (Nototheniidae). De wetenschappelijke naam van de soort is voor het eerst geldig gepubliceerd in 1993 door Balushkin.
De soort staat op de Rode Lijst van de IUCN als Onzeker, beoordelingsjaar 2009.